# Franjo Šanjek
Franjo Šanjek (Poljana Biškupečka, 1. travnja 1939. – Zagreb, 27. srpnja 2019.) bio je hrvatski katolički svećenik iz reda dominikanaca, povjesničar i teolog.

## Životopis
Rođen je 1. travnja 1939. u Poljani Biškupečkoj kraj Varaždina, u obitelji Stanka i Barbare rođ. Fijok. Osnovnu školu završio je u Sv. Iliji (1946.–1950.), a srednju školu u Zagrebu, Varaždinu i Bolu. Maturirao je u Bolu 1957. godine. Stušio je u Dominikanski red u Dubrovniku 16. kolovoza 1957. godine. Tada je uzeo ime Nedjeljko, kojim se služio do 1970., kada se vratio krsnomu imenu. Prve zavjete položio je 17. kolovoza 1958., a svečane u Dubrovniku 27. rujna 1963. godine.
Zaređen je za svećenika 29. lipnja 1965. u zagrebačkoj katedrali. Završio je studij filozofije na Dominikanskoj visokoj bogoslovnoj školi u Dubrovniku. Teologiju je studirao u Dubrovniku i Zagrebu. Od 1966. do 1968. školovao se u Školi paleografije i diplomatike u Vatikanu. Od 1968. do 1971. studirao je religijsku povijest na Sorbonni u Parizu i na Fakultetu pisama i uljudaba Sveučilišta Pariz IV gdje je 1971. doktorirao temom „Bosanski kršćani i katarsko gibanje na srednjovjekovnom Zapadu od XIII. do XV. stoljeća”.
Od 1970. asistent je na Katedri crkvene povijesti na Katoličkom bogoslovnom fakultetu u Zagrebu. Od 1993. izvanredni je profesor, a od 1998. redoviti profesor.
Predavao je na poslijediplomskome studiju iz sociologije od 1996., i pedagodije od 1998. godine, na Filozofskom fakultetu u Zagrebu.
Predsjednik je Hrvatskog nacionalnog odbora za povijesne znanosti (1992.–1999.) i Nacionalnog odbora za komparativnu crkvenu povijest (1995.–2005.). Bio je i dekan Katoličkoga bogoslovnoga fakulteta Sveučilišta u Zagrebu (1994.–1998.). Jedan je od utemeljitelja i glavni urednik časopisa Croatica christiana periodica.
Za redovnog člana Hrvatske akademije znanosti i umjetnosti izabran je  30. siječnja 1997. godine.
Umro je 27. srpnja 2019. godine u Zagrebu.

## Počasti
- Odlikovanje Reda Danice hrvatske s likom Marka Marulića (1996.))[3]
- Državnu nagradu za znanost za životno djelo (2004.)[3]

## Izbor iz bibliografije
- Bosansko-humski krstjani, Zagreb 1975., str. 1-216;
- Les chrétiens bosniaques et le mouvement cathare au Moyen âge, Paris-Louvain 1976., str. 1-260;
- Bartolomé de Las Casas. Kratko izvješće o uništenju Indijâ, Zagreb 1982., str. 1-185
- Iohannes Stojković de Ragusio. Tractatus de Ecclesia, Zagreb 1983, str. I-XXII + 1-335 (u suradnji s M. Biškupom i A. Krchnakom);
- Crkva i kršćanstvo u Hrvata. Srednji vijek, Zagreb 1988. i 1993., str. I-XLIII + 1-629;
- Herman Dalmatin. Rasprava o bitima, Pula 1990. (str. 7-100: biobibliografska studija o Hermanu Dalmatinu);
- Kršćanstvo na hrvatskom prostoru. Pregled religiozne povijesti Hrvata 7. – 20. stoljeća, Zagreb 1991. i 1996., str. 1-613 + 1*-200*;
- Vinko Paletin. Rasprava o pravu i opravdanosti rata, Zagreb 1994, str. 1-303 (u suradnji s M. Polić-Bobić);
- Ivan Pavao II. i Hrvati, Zagreb 1995, str. 1-248 (u suradnji s B. Petračem);
- Mavro Orbini. Kraljevstvo Slavena, Zagreb 1999. (uvod i literatura o Orbiniju str. 7-54; Orbinijeva vrela str. 535-576 u suradnji s M. Šiškom).

### Članci
- In memoriam. 2019. Akademik prof. dr. sc. Franjo Šanjek (1939. – 2019.). Kroatologija. Sveučilište u Zagrebu – Fakultet hrvatskih studija. Zagreb. 10 (1): 266–269